# Monts Sutton
Les monts Sutton constituent la subdivision la plus septentrionale des montagnes Vertes.
Elle est protégée en partie par la réserve naturelle des Montagnes-Vertes, la plus grande aire protégée privée du Canada à l'est des montagnes Rocheuses.

## Géographie

### Topographie

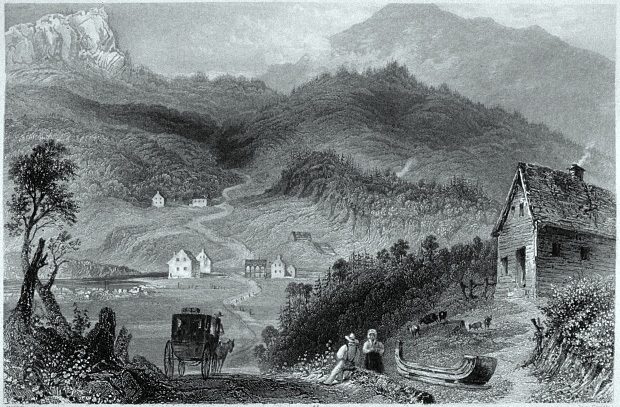
Estampe représentant le col de Bolton et réalisée entre 1840 et 1842.

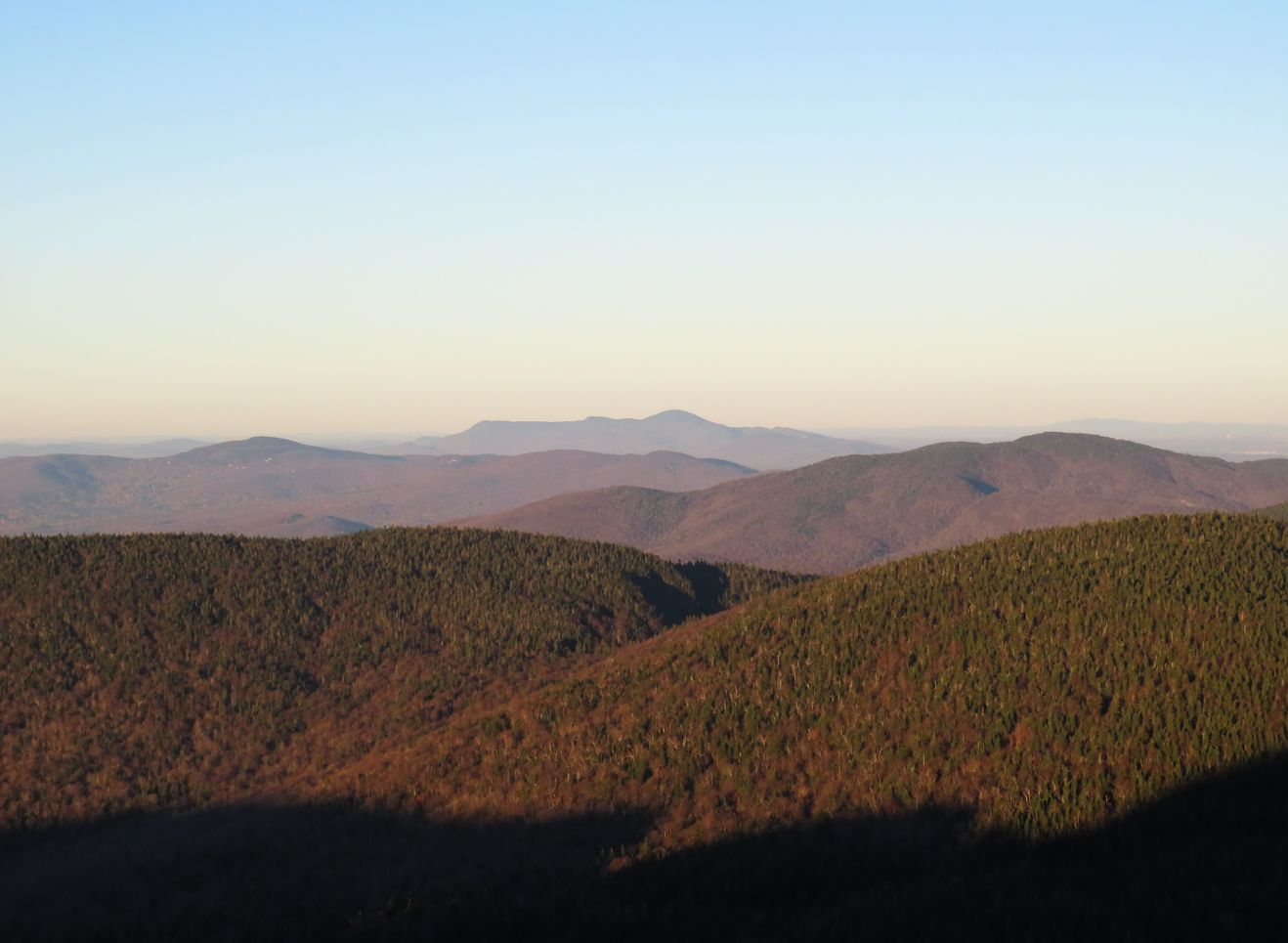
Vue des monts Sutton depuis leur point culminant, le sommet Rond.

Les monts Sutton sont habituellement considérés comme la subdivision la plus septentrionale des montagnes Vertes. Ils sont généralement délimités au sud par la rivière Missisquoi, à l'est par la rivière Missisquoi Nord (embranchement nord), à l'ouest par la rivière Sutton et au nord par le lac Brome. Cette dernière limite est cependant sujette à débat, puisque certains les font se prolonger jusqu'à la rivière Saint-François, incluant entre autres les monts Orford et Chauve.
Les monts Sutton contiennent plusieurs hauts sommets du Sud du Québec, dont le sommet Rond (962 m) et les monts Gagnon (853 m), Écho (811 m), Singer (771 m), Foster (701 m) et Glen (645 m).
En plus de ces sommets principaux, les monts Sutton incluent également plusieurs sommets secondaires ou collines, tels que la montagne à Boyce (819 m), le pic Abénakis (729 m), le sommet des Hollandais (724 m), le mont Gauvin (595 m), le mont Saint-Étienne (559 m) et la colline Clark (458 m).

### Faune et flore
Plus de 1 000 espèces de plantes ont été recensées dans les mont Sutton. Les bas versants sont dominés par l'érable à sucre, le bouleau jaune, le hêtre à grandes feuilles, l'érable rouge, le tilleul d'Amérique, le frêne d'Amérique, le cerisier tardif, l'ostryer de Virginie et le noyer cendré. On retrouve aussi à quelques endroits de la pruche du Canada et du pin blanc. À plus de 400 m d'altitude, seuls subsistent l'érable à sucre, l'érable rouge, le bouleau jaune et le hêtre à grandes feuilles. Les forêts de feuillus sont remplacées à 700 m d'altitude par une forêt dominée par le bouleau blanc et le sapin baumier. Au-delà de 800 m, jusqu'au sommet, la forêt est dominée par le sapin baumier et l'épinette rouge.
Les principaux mammifères rencontrés dans les monts Sutton sont le cerf de Virginie, l'orignal, l'ours noir, le castor du Canada, le renard roux, le coyote, le raton laveur, le porc-épic d'Amérique, la martre de Pemnant (Martes pennanti) ou pékan, la loutre de rivière et le lièvre d'Amérique. Quelques espèces susceptibles d'être désignées menacées ou vulnérables sont présentes dans la chaîne, soit le lynx roux, le campagnol-lemming de Cooper, le campagnol sylvestre, la musaraigne fuligineuse, la pipistrelle de l'Est et le couguar.
Les forêts servent de refuges à plusieurs espèces d'oiseaux dont le grand pic, le troglodyte mignon, la paruline flamboyante et la chouette rayée. On y dénombre aussi plusieurs espèces susceptibles d’être désignées menacées et vulnérables dont la buse à épaulettes, l'épervier de Cooper, la grive de Bicknell, le tohi à flancs roux, le pic à tête rouge et le dindon sauvage.
Vingt espèces d'amphibiens et de reptiles fréquentent le massif. Parmi celles-ci, on retrouve quatre espèces susceptibles d’être désignées menacées et vulnérables, soit la tortue des bois, la grenouille des marais, la salamandre pourpre et la salamandre sombre du Nord.

## Randonnée
Les monts Sutton sont parcourus par un réseau de 150 km de sentiers pédestres. Le massif est traversé du nord au sud par le sentier de l'Estrie, qui est le prolongement canadien du Long Trail (en) du Vermont. Il se prolonge vers le nord par les monts Orford et Chauve jusqu'à Richmond, sur la rive du Saint-François.

## Protection environnementale
Les monts Sutton font l'objet d'un programme de conservation par Conservation de la nature Canada. Une campagne de financement pour ce programme a été organisée, avec la championne olympique Clara Hughes comme porte-parole.